# 갓쇼즈쿠리

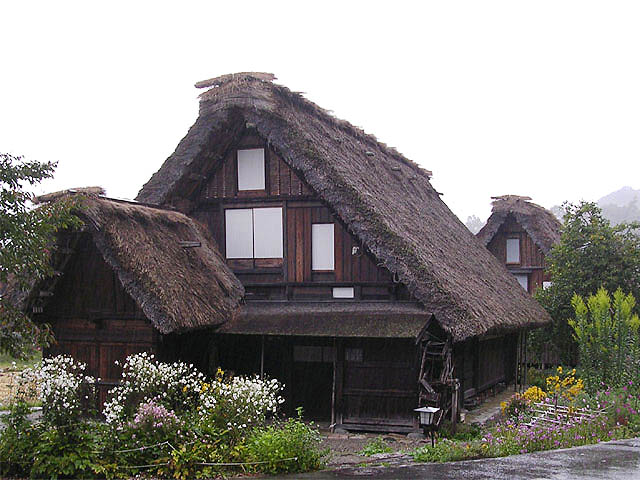
갓쇼즈쿠리 (시라카와 향)

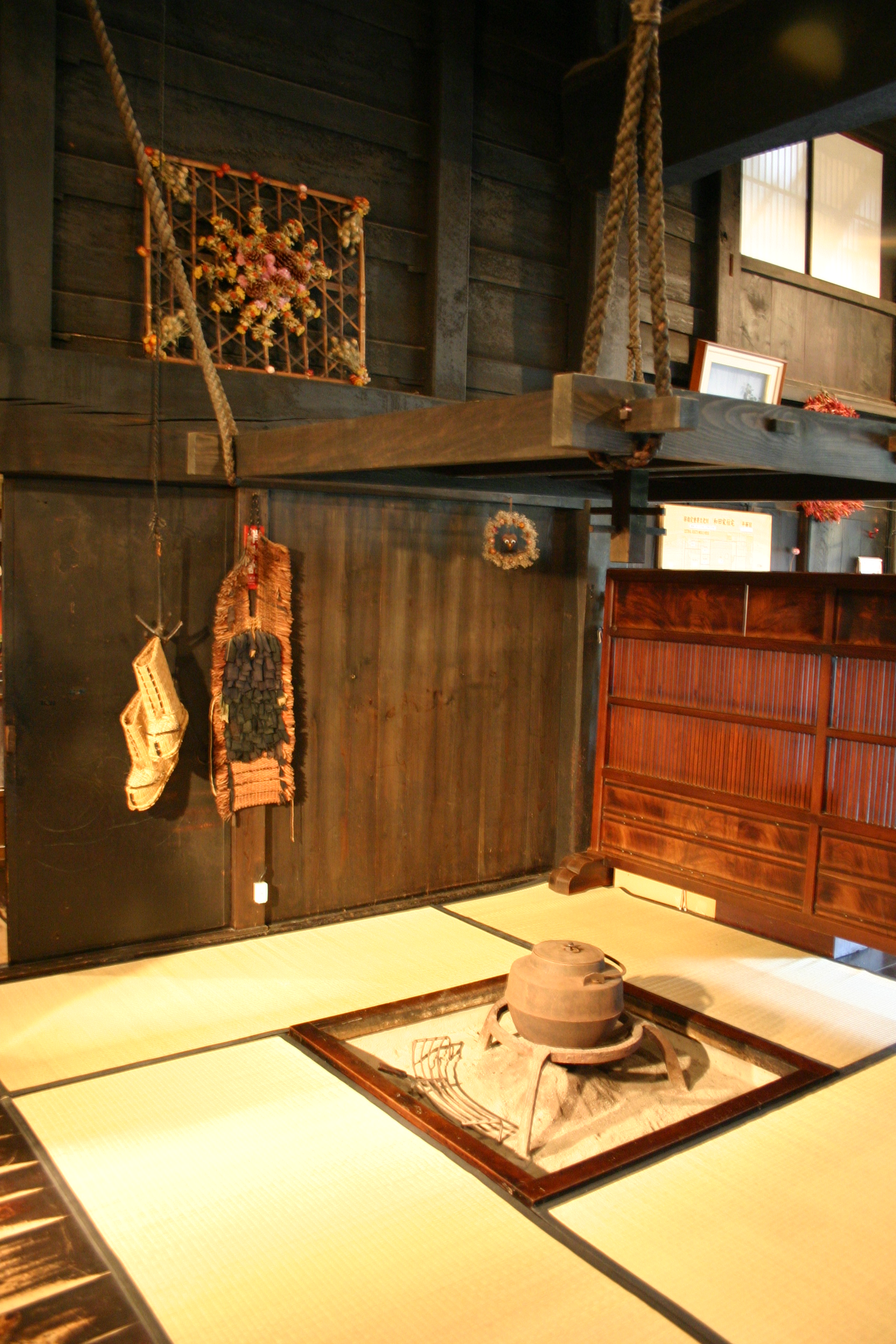
내부의 화덕

갓쇼즈쿠리(일본어: 合掌造り 갓쇼즈쿠리[*])는 일본의 폭설지역에서 볼 수 있는 주택의 건축양식이다. 시라카와고(白川郷)와 고카야마(五箇山)의 마을의 주택들은 1995년 유네스코 세계유산에 등록되었다.

## 특징
갓쇼즈쿠리는 억새로 된 지붕으로 경사가 심한 맞배지붕을 하고 있는 것이 특징이다. 경사가 심한 이유는 눈이 지붕 위에 쌓이지 않게 만들어야 하기 때문이다. 지붕의 형태가 합장할 때 손의 형태와 유사하여 갓쇼즈쿠리라고 불렀다고 한다. (갓쇼(일본어: 合掌는 '합장'을 뜻한다.)
갓쇼즈쿠리의 지붕 안의 구조는 시라카와고과 고카야마의 주택들이 유명하지만, 본래 일본의 민가에서 널리 볼 수 있는 구조이다. 억새로 된 지붕은 물이 스며드는 것을 방지하기 위해 지붕의 경사가 급경사를 요하였고, 갓쇼즈쿠리의 구조가 유리했다. 또, 폭설지역의 적설시에는 눈의 하중을 견디기에도 적합했다. 시라카와의 갓쇼즈쿠리는 에도 시대 후기부터 메이지 시대에 걸쳐 만들어진 것이다.
쇼인즈쿠리와 스키야즈쿠리등 상류층 주택에서 사용된 지붕안의 구조와 비교하자면, 큰 차이점이 있다. 즉, 일본의 전통적 지붕구조가 마룻대와 도리를 밑에서부터 연직방향으로 지지하는 반면, 갓쇼즈쿠리에서는 양쪽으로부터 형태로 지탱하는 부재가 마룻대로 교차하는 형태를 띠고 있다. 이것은 일반적으로 사스 구조로 불리는 트러스 구조로서 들보가 받는 휨모멘트를 줄이고 인장력을 집중 시킨다는 점에서 목재의 특성을 살린 뛰어난 구조이다.
갓쇼즈쿠리로 지어진 지붕안은 동자기둥이 없는 넓은 공간이 생긴다. 에도 시대 중기 무렵 양잠업이 활발하자, 이 공간을 활용해 양잠에 필요한 선반을 설치하였다. 원래 구조상 경사가 작은 지붕에서는 만들어지기 어려운 갓쇼즈쿠리였지만, 넓은 공간을 요하는 3층 ~ 4층의 양잠선반 때문에 지붕을 높고 경사지게 세웠다고 생각할 수 있다

## 같이 보기
- 시라카와고와 고카야마의 갓쇼즈쿠리 마을